# Game Boy Player
De Game Boy Player is een apparaat voor de Nintendo GameCube waarmee spellen voor de Game Boy, Game Boy Color en Game Boy Advance op een televisiescherm gespeeld kunnen worden. Het was de laatste Game Boy-uitbreiding voor een Nintendo spelcomputer.
De Game Boy Player wordt verbonden via de hogesnelheid parallelle-poort aan de onderkant van de GameCube, en vereist een opstartschijf om gebruik te kunnen maken van de hardware. Het apparaat maakt geen gebruik van software-emulatie, maar heeft fysieke Game Boy Advance-hardware ingebouwd waarmee de spellen worden verwerkt.

## Ontwerp en mogelijkheden
De Game Boy Player was verkrijgbaar in de kleuren indigo, zwart, oranje en zilvergrijs in Japan, zwart in Amerika en Europa, en zwart en indigo in Australië. Een speciale uitvoering van de Game Boy Player werd gefabriceerd voor de Panasonic Q vanwege een verschil in afmetingen.
Alle Game Boy Players hebben schroeven aan de onderkant ter bevestiging aan de GameCube, evenals een uitwerpknop aan de rechterzijde voor het verwijderen van Game Boy Advance-spellen. Deze spelcartridges hebben een lager profiel in tegenstelling tot Game Boy- en Game Boy Color-spellen. Aan de voorzijde zit een aansluiting voor een link-kabel. Het is hiermee ook mogelijk om een Game Boy Advance te gebruiken als controller.